# Milan Krajniak
Milan Krajniak (* 30. ledna 1973 Bojnice) je slovenský politik a bývalý ministr práce, sociálních věcí a rodiny SR nejdříve ve vládě Igora Matoviče a poté ve vládě Eduarda Hegera za hnutí Sme rodina. V letech 2016–2020 byl poslancem Národní rady SR. Od roku 2024 je předsedou strany Kresťanská únia.

## Život
Narodil se 30. ledna 1973 v Bojnicích. Vyrůstal v Prievidzi, na sídlišti Sever. Jeho otec pracoval jako technik v elektrárně Nováky a matka učila na gymnáziu v Prievidzi matematiku a výpočetní techniku. Vystudoval politologii na Univerzitě sv. Cyrila a Metoděje v Trnavě.
Od roku 1994 podniká v oblasti marketingu a public relations. V letech 1995 až 1997 byl předsedou Občansko-demokratické mládeže. Mezi lety 1997 a 1998 absolvoval základní vojenskou službu u 5. pluku speciálního určení – výsadkového pluku Jozefa Gabčíka v Žilině. Dne 21. listopadu 1998 se oženil. S manželkou Andreou mají dceru Zuzanu (* 2003) a žijí v bratislavském Starém Městě.

### V politice
V letech 2003 až 2006 Krajniak působil jako člen prezidia Fondu národního majetku SR. Mezi lety 2010 a 2012 zastával funkci poradce ministra vnitra Daniela Lipšice (KDH), mimo jiné se věnoval boji proti romské kriminalitě. Dobrovolně se vzdal funkce v lednu 2012, když vyšlo najevo, že podle spisu Gorila údajně patřil mezi členy prezidia Fondu národního majetku SR, kteří hlasovali podle požadavků podniku Penta.
V letech 2015 až 2017 vydával internetový deník Konzervatívny výber.
V letech 2016–2020 byl Krajniak poslancem Národní rady Slovenské republiky. Zároveň byl místopředsedou hnutí Sme rodina. V NR SR byl členem Výboru pro obranu a bezpečnost a Stálé delegace NR SR v Parlamentním shromáždění NATO a předsedou Výboru NR SR pro přezkoumávání rozhodnutí Národního bezpečnostního úřadu.
Na tiskové konferenci 31. května 2018 společně s předsedou hnutí Sme rodina Borisem Kollárem oznámil svou kandidaturu na prezidenta SR ve volbách v roce 2019. Dne 11. srpna 2018 ohlásil inkaso částky 15 000 podpisů potřebných ke kandidatuře. Celkem Krajniak sesbíral více než 25 000 podpisů. Ve volbách však nakonec získal pouze 2,8 % hlasů, čímž se v těchto volbách umístil na sedmém místě a nepostoupil do druhého kola.
Dne 21. března 2020 byl jmenován ministrem práce, sociálních věcí a rodiny SR v nové vládě Igora Matoviče. V úřadě skončil 17. března 2021, kdy prezidentka Zuzana Čaputová přijala jeho demisi. Dne 9. dubna 2021 byl znovu jmenován ministrem práce, sociálních věcí a rodiny ve vládě Eduarda Hegera, kterým byl až do jmenování úřednické vlády Ľudovíta Ódora 15. května 2023.
V roce 2024 se stal předsedou strany Kresťanská únia. V evropských volbách v roce 2024 kandidoval jako lídr kandidátní listiny strany, ale nebyl zvolen.

## Publikace
- KRAJNIAK, Milan. Úspešní politici slovenských dejín. [Pezinok] : Renesans, 2012. 103 s. ISBN 978-80-89402-57-1.
- KRAJNIAK, Milan. Doktrína štátu : národ orlov alebo národ sluhov?. [Pezinok] : Renesans, 2012. 155 s. ISBN 978-80-89402-56-4.
- KRAJNIAK, Ignác Milan. Banda zlodejov : šokujúca pravda o oligarchoch a politikoch Slovenska. 1. vyd. Bratislava : Kniha do ucha, 2015. 187 s. ISBN 978-80-972126-0-5.